# Charles Édouard Stuart
Pour les articles homonymes, voir Charles Stuart et Stuart.
Titre
Prétendant aux trônes d'Angleterre, d’Écosse et d'Irlande
« Charles III »
1er janvier 1766 – 31 janvier 1788
(22 ans et 30 jours)
Signature
Charles Édouard Louis John Casimir Sylvester Severino Maria Stuart, né le 31 décembre 1720 au Palais Muti (Rome) et mort au même endroit le 31 janvier 1788, surnommé de son temps « the Young Pretender » (« le Jeune Prétendant ») ou « the Young Chevalier » (« le Jeune Chevalier »), est resté dans la mémoire populaire sous le nom de Bonnie Prince Charlie (« bonnie » signifiant « beau » ou « béni » en scots). Il était le fils aîné du prince Jacques François Stuart (The Old Pretender) et le prétendant des Stuart aux couronnes anglaise et écossaise. La mère de Charles, Marie-Clémentine Sobieska, était la petite-fille du roi polonais Jean III Sobieski. Le prince Charles Édouard est ainsi un cousin du roi de France Louis XV, soutien de la cause jacobite.

## Biographie

### Jeunesse et prétentions
Charles naquit à Rome dans le palais Muti Papazzurri, et passa son enfance en Italie. Il participa au siège de Gaète en 1734 avec les troupes espagnoles, premier contact avec le métier des armes.
En décembre 1743, le père de Charles le nomma Prince régent, lui donnant autorité pour agir en son nom.
Dix-huit mois plus tard, il mena un soulèvement pour tenter de rendre le trône à son père, soutenu dans cette entreprise par des jacobites nantais, les Walsh. Il débarqua le 23 juillet 1745 sur l'île écossaise d'Eriskay avec sept compagnons de Moidart,, espérant le soutien d’une flotte française. Mais celle-ci, endommagée par la flotte anglaise, dut faire demi-tour. Il dut alors essayer de lever une armée en Écosse.

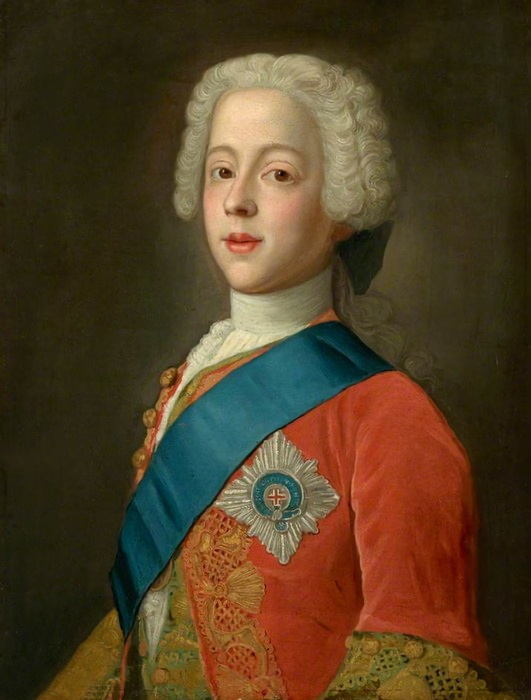
Portrait du prince « Bonnie Charlie ».

De nombreux clans des Highlands, aussi bien catholiques que protestants, étaient d’allégeance jacobite, et Charles, bien que catholique, s’attendait à un accueil chaleureux de ces clans. Mais la réaction se fit attendre. Il remonta depuis la mer en bateau le loch Shiel afin de dresser son étendard à Glenfinnan, à l'extrémité nord du loch (aujourd'hui lieu d'un mémorial jacobite). Charles fut capable de lever une troupe suffisante pour marcher sur Édimbourg, qui se rendit rapidement. Il défit ensuite la seule armée gouvernementale anglaise à la bataille de Prestonpans, le 21 septembre 1745, et en novembre se trouvait à la tête d’une armée de six mille hommes. Il décide alors de marcher sur Londres et atteint Derby, à deux cents kilomètres de la capitale, début décembre. En route, il attire de nombreux partisans, notamment à Preston, (ou un soulèvement jacobite a eu lieu en 1715) mais moins qu'il n'avait espéré.  Ses conseillers le convainquent toutefois de se retirer dans les Highlands. Poursuivi par le duc de Cumberland, fils du roi George II, il subit une défaite écrasante à la bataille de Culloden (Écosse), le 16 avril 1746. Tout au long de cette expédition, il est accompagné par le duc d'Eguilles, représentant le cabinet de Louis XV. De son côté, le duc de Cumberland, « le boucher des Highlands », organise d'atroces représailles en Écosse à partir de 1746.
La tête de « Bonnie Prince Charlie » est mise à prix pour trente mille livres et le prétendant Stuart est contraint de se cacher. Il erre durant cinq mois dans les Highlands de l'Ouest et dans les Hébrides extérieures, escorté de deux ou trois compagnons et déguisé en femme. Il échappe à ses poursuivants entre autres grâce au dévouement de l'héroïne jacobite des Highlands Flora MacDonald, avant de pouvoir ré-embarquer le 13 septembre sur le navire français l'Heureux qui le ramène en  France.

### Dernières années

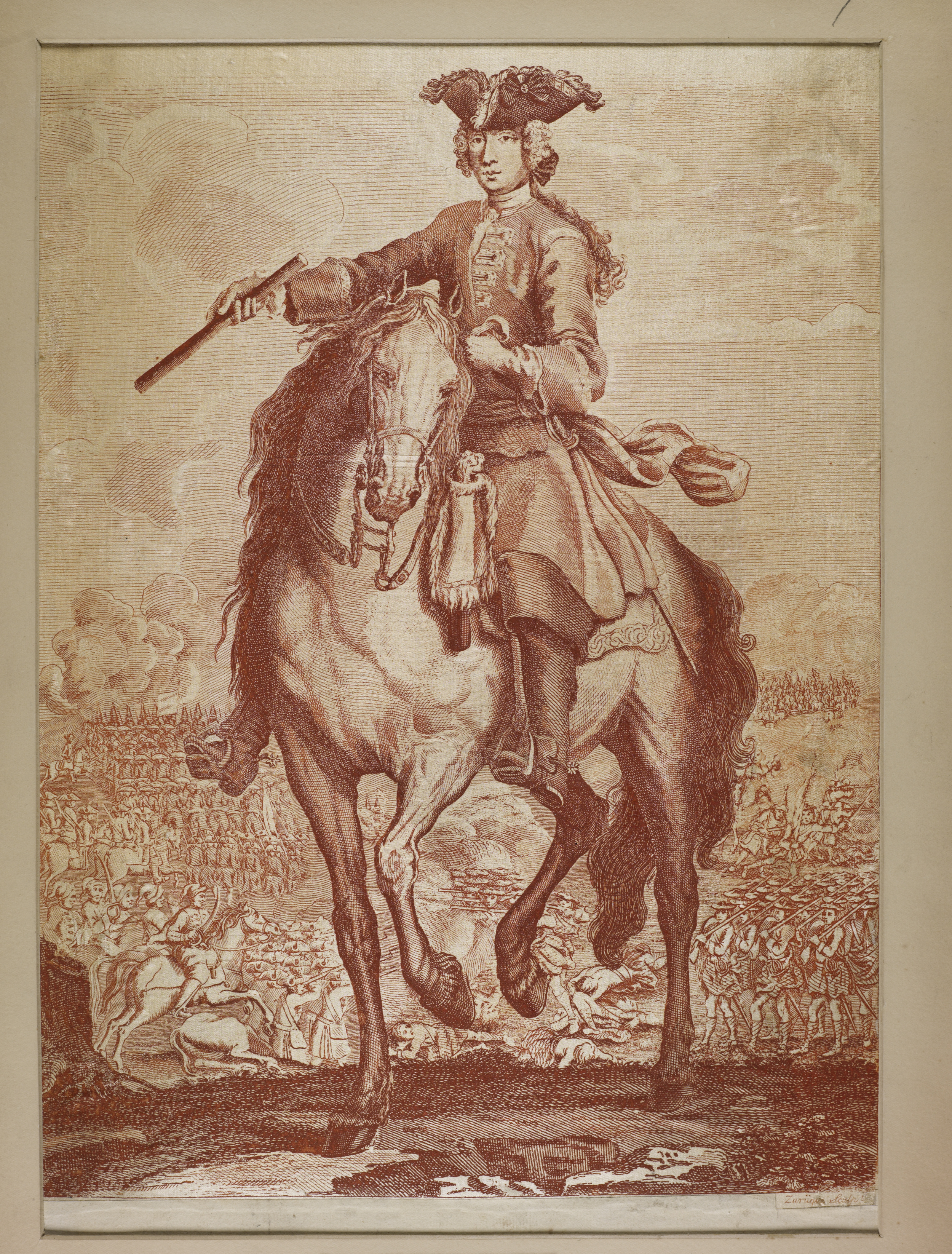
Portrait équestre du prince jacobite Charlie.

La cause des Stuart étant perdue, Charles se réfugia d’abord en France avant d'être arrêté par les Gardes françaises en novembre 1748. Il passa le reste de sa vie caché ou en exil, en séjournant à plusieurs reprises en Avignon, terre pontificale. Il épousa en 1772 la princesse Louise de Stolberg qui appartenait à une famille d'origine thuringeoise. Charles souffrit durant son exil d'alcoolisme qui le rendait brutal, notamment avec son épouse, d'où leur séparation officielle en 1784.
Il mourut à Rome le 31 janvier 1788 et fut enterré dans la cathédrale San Pietro de Frascati où son frère, Henri Benoît Stuart était cardinal-évêque. À la mort de ce dernier en 1807, sa dépouille fut transférée dans la tombe Stuart de la basilique Saint-Pierre du Vatican et seul son cœur est laissé dans la cathédrale.
Comme son père, Charles Édouard aurait été membre de la franc-maçonnerie, bien qu'il l'ait nié. Cette thèse est aujourd'hui controversée.